# GSC2714-114
GSC2714-114 — хімічно пекулярна зоря спектрального класу A5, що має видиму зоряну величину в смузі V приблизно  9,4.

## Пекулярний хімічний склад
Зоряна атмосфера GSC2714-114 має підвищений вміст 
Si
.